# Frank Hutchens
Frank Hutchens (* 15. Januar 1892 in Christchurch; † 18. Oktober 1965 in Sydney) war ein neuseeländischer Komponist.
Hutchens studierte an der Royal College of Music in London Klavier und Komposition bei Tobias Matthay und Frederick Corder. Ab 1908 bis 1911 unterrichtete er selbst dort. Von 1915 bis 1956 war er Professor für Klavier am Konservatorium von Sydney. Seit 1924 trat er mit Lindley Evans als Klavierduo auf. 
Er komponierte ein Konzert für zwei Klaviere und Orchester, ein Konzert für Klavier und Streicher, eine Ouvertüre, kammermusikalische Werke, eine Kantate, Klavier- und Chorstücke.
| Personendaten    | Personendaten              |
| ---------------- | -------------------------- |
| NAME             | Hutchens, Frank            |
| KURZBESCHREIBUNG | neuseeländischer Komponist |
| GEBURTSDATUM     | 15. Januar 1892            |
| GEBURTSORT       | Christchurch               |
| STERBEDATUM      | 18. Oktober 1965           |
| STERBEORT        | Sydney                     |